# Siegadel
Siegadel (bis 1937 Syckadel), niedersorbisch Sekadło, ist ein bewohnter Gemeindeteil im Ortsteil Goyatz der Gemeinde Schwielochsee im Landkreis Dahme-Spreewald (Brandenburg). Siegadel war bis zum Zusammenschluss mit Goyatz-Guhlen zur neuen Gemeinde Goyatz im Jahre 1997 eine selbstständige Gemeinde. 2003 wurde Goyatz mit fünf anderen Gemeinden zur neuen Gemeinde Schwielochsee zusammengeschlossen. Seither ist Siegadel ein Gemeindeteil von Goyatz. Die Verwaltungsgeschäfte der Gemeinde Schwielochsee werden vom Amt Lieberose/Oberspreewald besorgt.

## Geographische Lage

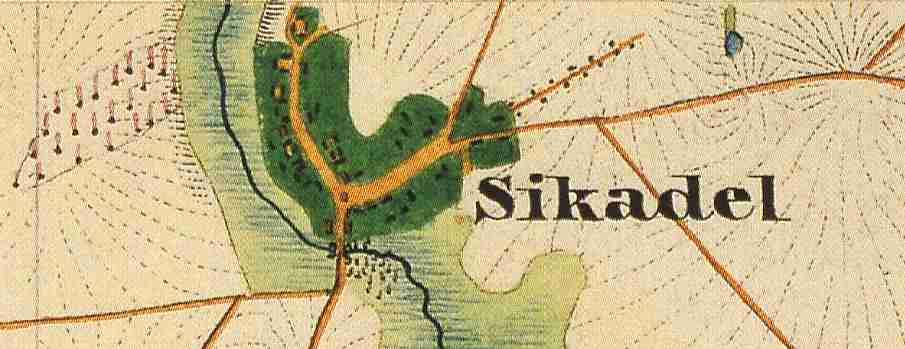
Siegadel auf dem Urmesstischblatt 4050 Straupitz von 1846

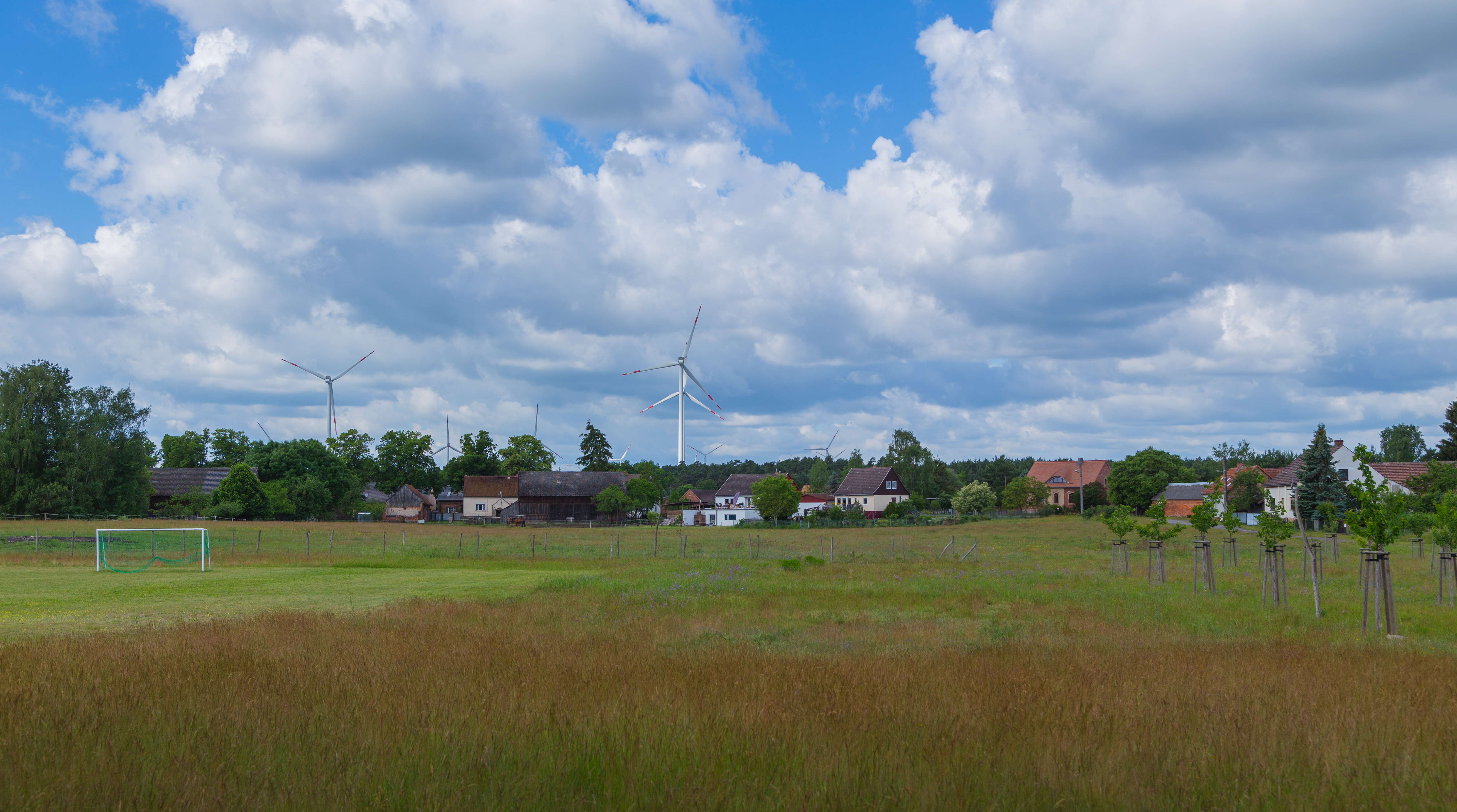
Ortsansicht von Nordosten

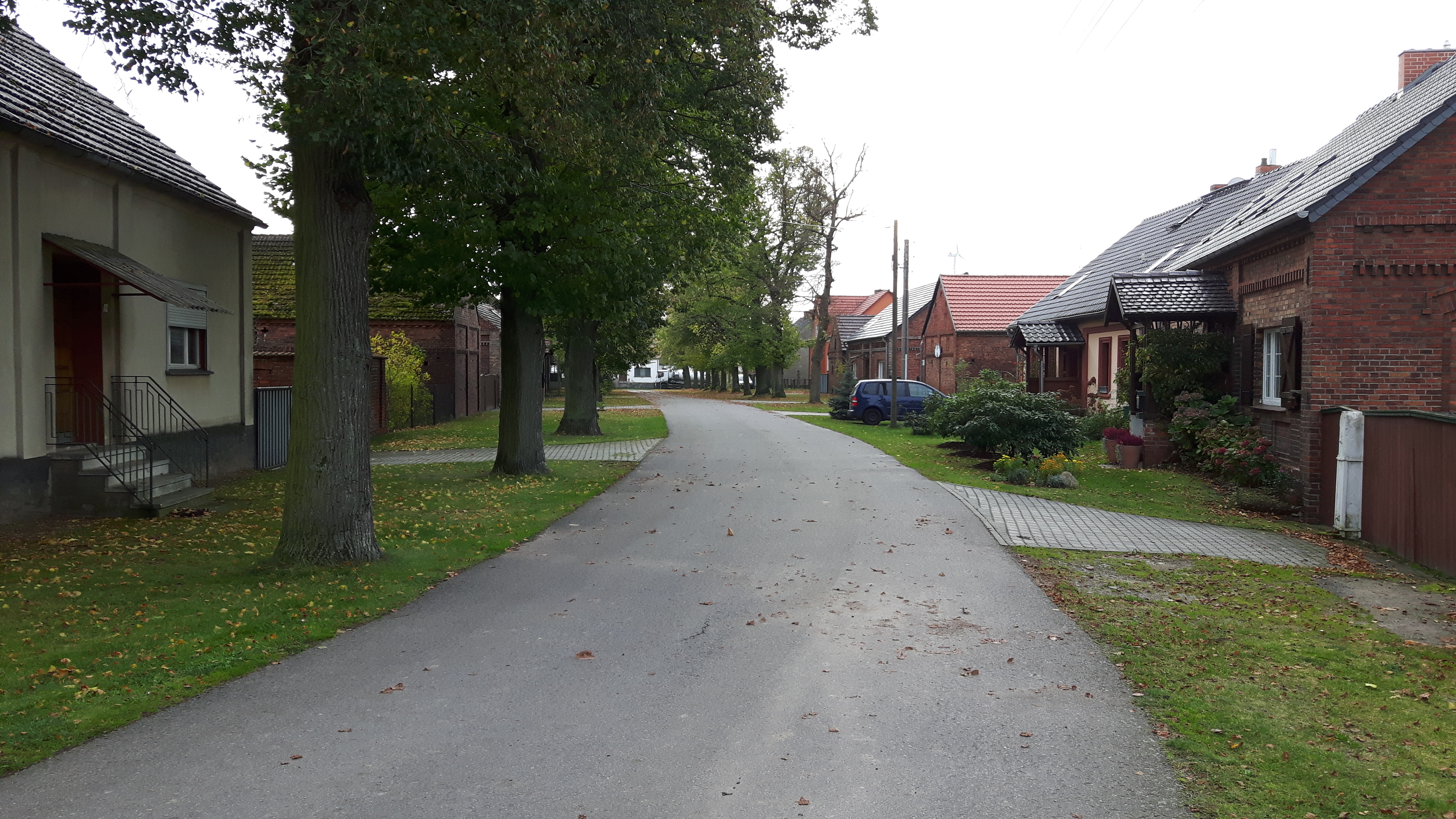
Ansicht im Ortskern

Siegadel liegt ca. 18 km nordöstlich von Lübben (Spreewald), ca. 22 km südwestlich von Beeskow und ca. 12 km westnordwestlich von Lieberose. Die Gemarkung grenzt im Norden an die Gemarkung von Guhlen (Gemeindeteil im Ortsteil Goyatz der Gemeinde Schwielochsee), im Nordosten an die Gemarkung von Goyatz, im Osten an die Gemarkung von Waldow, im Süden an die Gemarkung von Sacrow (die zwei letztgenannten Orte sind Ortsteile der Gemeinde Spreewaldheide), im Südwesten an die Gemarkung von Klein Leine (Ortsteil der Gemeinde Märkische Heide) und im Nordwesten an die Gemarkung von Glietz (ebenfalls ein Ortsteil der Gemeinde Märkische Heide). Der Ort gehört zum amtlichen Siedlungsgebiet der Sorben/Wenden.
Der Ort ist über die B 320 gut zu erreichen. Die B 320 zweigt zwischen Dollgen und Groß Leine von der B 87 ab, führt dann in Richtung Osten über Groß Leine, Siegadel, Goyatz, Lamsfeld-Groß Liebitz nach Lieberose und weiter bis nach Guben, wo sie endet. Etwa einen Kilometer östlich von Siegadel zweigt eine kleine Verbindungsstraße von der B 320 Richtung Norden nach Guhlen ab. Etwa 500 m westlich des Ortskerns zweigt eine Verbindungsstraße von der B 320 nach Glietz ab.
Das Ressener Mühlenfließ tritt von der Gemarkung Waldow kommend im Südosten in die Gemarkung ein. Es bildet über eine Erstreckung von 1,5 km die Grenze zwischen den Gemarkungen Siegadel und Waldow. Es fließt dann zunächst nach Nordwesten in Richtung Ortskern Siegadel, um dann westlich des Ortskerns nach Norden und dann nach Nordosten umzubiegen. Es bildet dort über mehrere hundert Meter die Grenze zur Gemarkung Glietz. Die Grenze zu Glietz verläuft nach Südwesten weiter entlang eines Graben, der von Westen zum Ressener Mühlenfließ einströmt. Der höchste Punkt der Gemarkung liegt an der Gemarkungsgrenze zu Sacrow mit 70,6 m. Tiefster Punkt ist das Ressener Mühlenfließ beim Verlassen der Gemarkung Richtung Guhlen mit etwa 44 m. Mehr als die Hälfte der Gemarkung wird von Wald eingenommen. Der Südteil der Gemarkung ist mit Ausnahme von ein paar kleineren Lücken fast völlig bewaldet.

## Geschichte
Die erste urkundliche Nennung des Ortes als Sikadil datiert von 1440. Der Name lässt nach Ernst Eichler zwei Deutungen zu. Er könnte von einer aso. Grundform *sěkadło = Ort, wo gehauen, gehackt oder gestampft wird, abgeleitet sein, könnte also als Rodungsname interpretiert werden. Er könnte aber auch mit *sykadło = Ort, wo es spritzt oder Wasser hervorquillt in Verbindung stehen. Das Dorf ist nach seiner Struktur ein Sackgassendorf.
Seit 1518 führte das Wilhelmiterkloster auf dem Frauenberg bei Lübben einen Rechtsstreit mit Caspar von Köckritz bzw. der Familie von Köckritz auf Friedland um die Dörfer Terpt und Siegadel. Es ist nicht bekannt, auf welche Ansprüche sich die Mönche stützten. Die von Köckritz verblieben schließlich im Besitz der beiden Dörfer, vermutlich auch deshalb, weil sich das Kloster in den 1530er Jahren auflöste. 1519 starb Caspar von Köckritz, der u. a. auch die Herrschaft Lieberose und das Dorf Czuckadel besaß. Erben waren seine unmündigen Söhne. Vermutlich war der Besitz stark verschuldet, und so verkaufte der Vormund der unmündigen Söhne des Caspar von Köckritz, Hans von Lidlau, die Herrschaft Lieberose und das Dorf Czuckadel mit der Mühle für 16.000 Gulden an Jacob (I.) und Richard (I.) von der Schulenburg. Der Vater der beiden, Werner (X.) von der Schulenburg, der in Pommern und der Uckermark ansässig gewesen war, hatte bereits 1505 die Herrschaften Lübbenau und Neu-Zauche gekauft. 1527 erhielten die beiden Brüder alle von ihrem Vater geerbten Güter zu Lehen, und damit auch das Dorf Zicadell (Syckadel), das sie durch Kauf an sich gebracht hatten. Mit dem Erwerb des Dorfes Syckadel „erbten“ die von der Schulenburg aber auch den Rechtsstreit mit dem Prior des Wilhelmiterklosters auf dem Frauenberg bei Lübben, der ebenfalls Ansprüche auf Syckadel geltend machte. Über den Ausgang des Prozesses ist nichts bekannt, aber die von der Schulenburg blieben im Besitz von Syckadel. Vielleicht verlief der Prozess auch einfach deswegen „im Sande“, weil sich der Konvent des Wilhelmiterklosters in den 1530er Jahren aufgelöst hatte. 1543 wurde Johann von Wehlen vom Landvogt der Niederlausitz mit den ehemaligen Klosterbesitzungen belehnt, von Ansprüchen auf Syckadel ist keine Rede mehr.
Jacob von der Schulenburg übernahm die Herrschaften Lübbenau und Neu Zauche, Richard (Reichard) von der Schulenburg erhielt die Herrschaft Lieberose. Die Herrschaft Lieberose war ein Lehen der Familie von Sternberg in Böhmen. Das Dorf Syckadel gehörte jedoch nicht zur Herrschaft Lieberose. Es wurde wieder von der Herrschaft abgetrennt und Jacob zu seiner Herrschaft Lübbenau gegeben. Jacob I. starb vermutlich 1541, denn am 25. November 1541 erhielt sein Sohn Georg V. die väterlichen Güter zu Lehen, neben den Herrschaften Lübbenau und Neu Zauche auch das Dorf Syckadel. Georg starb 1560 ohne Leibeserben, und sein Besitz fiel an seinen Vetter Joachim II. von der Schulenburg, den Sohn Richards I. Joachim II., auch „der Reiche“ genannt, galt als einer der reichsten Männer Deutschlands. Joachim II. starb 1594; ihm folgte sein Sohn Richard III. nach, der 1595 den Lehnbrief über die vom Vater ererbten Güter erhielt, darunter besonders genannt das Dorf Syckadel. Nach dem plötzlichen Tod des Richard im Jahre 1600 erbte nun dessen Sohn Joachim (VII.) den Besitz. Er erhielt 1601 den Lehnbrief über die väterlichen Güter, darunter wieder das Dorf Zickadell. 1619 starb Joachim von der Schulenburg. Zunächst übernahm seine Witwe die Güter, die schuldenhalber die Herrschaften Lübbenau und Neu Zauche verkaufen musste. Sie behielt jedoch das Dorf Syckadel. 1643 trat sie den noch verbliebenen Besitz an ihren Sohn Heinrich Joachim von der Schulenburg ab. Dieser erhielt 1646 den Lehnbrief über diese Güter, darunter auch das Gut Syckadel. Er beantragte auch die Umwandlung des Mannlehen Syckadel (und auch der Lamsfeldischen Güter) in Allod und Erbgut. Dies wurde ihm vom sächsischen Herzog Johann Georg I. auch bewilligt. Die Belehnung konnte nun auf das männliche und weibliche Geschlecht erfolgen. Der Herzog behielt sich allerdings die dem Lehnsherrn zustehenden Regalien und Gerechtigkeiten vor, d. h. die Besitzer hatten weiterhin Ritterdienste zu leisten. Der Lehnbrief über die sog. Lamsfeldischen Güter (Lamsfeld, Jessern, Jamlitz und Staakow) und das Dorf Syckadel für Heinrich Joachim ist zum 17. Dezember 1649 datiert. Heinrich Joachim von der Schulenburg bestimmte 1665 die Herrschaft Lieberose und die Allod-Güter Lamsfeld, Syckadel, Trebitz und die sog. Zickoschen Güter (Niewisch, Pieskow und Speichrow) zum Majorat. Syckadel wird dabei unter den Lamsfeldschen Gütern gelistet. Die zweite Frau von Heinrich Joachim, Eleonore Magdalene Gräfin zu Solms erhielt die Herrschaft Lieberose, die Lamsfeldischen Güter, Syckadel (das unter den Lamsfeldschen Gütern gelistet wird), Trebitz und die sog. Zickoschen Güter (Niwisch, Pieskow und Speichrow) zum Leibgeding, solange sie sich nicht wieder verheiratete. Heinrich Joachim von der Schulenburg starb am 2. Oktober 1665 ohne Leibeserben. Ihm folgte sein Vetter Achaz (II.) von der Schulenburg nach, der am 8. Oktober 1666 die Erbhuldigung wegen der in der Niederlausitz gelegenen Güter ablegte. Achaz war aber auch in der Altmark begütert (u. a. Beetzendorf) und kurbrandenburgischer Geheimer Rat und Erbküchenmeister sowie Landeshauptmann der Altmark. Er wurde 1667 in den Freiherrenstand erhoben. Achaz starb am 25. Juni 1689 in Beetzendorf. Am 31. Januar 1681 leistete sein Sohn Levin Joachim die Erbhuldigung für die in der Niederlausitz ererbten Güter, darunter auch Syckadel. Aufgrund von Lehensfehlern musste er bei der Sternberg’schen Lehnskurie in Prag erneut um die Belehnung nachsuchen und erhielt die Güter 1688 „ex nova gratia“ zurück. Levin Joachim starb am 17. Februar 1697 in Lieberose. Erbe war sein Bruder Hans Georg von der Schulenburg, ein in dänischen Diensten stehender Generalleutnant. 1708 lebten acht Bauern, fünf Kossäten und drei Büdner in Siegadel. Nach dem Tod des Hans Georg 1715 erbte nun sein einziger Sohn Georg Anton den väterlichen Besitz. 1718 sollen nur noch fünf Bauern, vier Kossäten und drei Häusler im Ort gewohnt haben. Die Gemarkung hatte 16 Hufen und die vergleichsweise hohe Schatzung von 1300 Gulden. 1723 ist von 16 Untertanen die Rede. Georg Anton von der Schulenburg wurde 1734 in den Reichsgrafenstand erhoben und war kurbrandenburgischer Oberjägermeister und Staatsminister.
Im Siebenjährigen Krieg war die Gegend zwischen Lübben und Lieberose mehrmals Kriegsgebiet. Im Feldzug 1759 nach der verlorenen Schlacht von Kunersdorf lagerten die preußischen Truppen bei Waldow und Caminchen. Im Jahr darauf hatte die Region wieder unter Truppendurchmärschen zu leiden. Am 16. Oktober 1760 lagerten die preußischen Truppen in Syckadel bzw. hatten dort ihr Hauptquartier.
Georg Anton von der Schulenburg hatte keine Kinder, und so bestimmte er in seinem Testament die Kinder seiner Schwester, die mit Graf Podewils verheiratet war, zu seinen Allodialerben. Doch nach seinem Tod 1778 begann der Streit mit den Vettern von Georg Anton, August Friedrich Gottlob und Karl Heinrich Achaz von der Schulenburg, die sich übergangen fühlten. Nachdem der Tod Georg Antons bekannt geworden war, schickten die von der Schulenburgs in Voraussicht der Dinge einen Bevollmächtigten nach Syckadel und verpflichteten die Untertanen auf die von der Schulenburgs, ebenso in Lamsfeld. In Lieberose hatte dagegen die Huldigung auf den Grafen Podewils stattgefunden. Tags darauf rückten nun der Lieberoser Hofrichter mit dem Advokaten, dem Lieberoser Verwalter und Postmeister sowie einer Reihe von Lieberoser Bürgern, die mit Gewehren bewaffnet waren, in Sickadel ein und besetzten das Dorf. Die Zuwege wurden bewacht, sodass niemand in das Dorf hinein oder aus dem Dorf heraus gelangte. Man nötigte die Bewohner in die örtliche Schenke und forderte sie auf, dem Grafen Podewils den Untertaneneid zu schwören. Die Syckadeler lehnten das ab, da sie schon den Untertaneneid auf die von der Schulenburgs geleistet hätten. Anscheinend wurden daraufhin mehrere Personen verhaftet, darunter der Schankwirt und der Heideläufer (Unterförster). Die von der Schulenburgs klagten daraufhin beim sächsischen Kurfürsten auf Freilassung der arrestierten Personen und Bestrafung der Täter. Dies war nun der Auftakt zu einem langwierigen Prozess. Bei Syckadel ging es vor allem um die Frage, ob der Ort ein Zubehör zu den Lamsfeldischen Gütern sei, oder ob er zur Herrschaft Lieberose gehöre. Nun schaltete sich noch ein dritter aus der Verwandtschaft von der Schulenburgs ein, der dänische Generalleutnant Johann Heinrich von der Schulenburg. Er brachte vor, dass er der älteste der erbberechtigten Schulenburgs sei. Und um die Sache noch komplizierter zu machen, beschwerte sich auch noch Graf Franz Philipp Christian Reichsgraf von Sternberg beim sächsischen Kurfürsten Friedrich August I., dass er als dominus directus des Georg Anton in erster Instanz für die Nachfolgeregelung zuständig sei, und nicht die Oberamtsregierung in Lübben.
1778 erkannte die Juristenfakultät in Wittenberg tatsächlich die Rechtsansprüche des Johann Heinrich von der Schulenburg als ältesten der Schulenburgs an. Ein Berufungsgericht bestätigte dieses Urteil 1785, und ein weiteres Urteil von 1787 besiegelte nun endgültig den Besitz des Johann Heinrich. Im Ergebnis verblieb die Familie von der Schulenburg im Besitz der Herrschaft Lieberose und – weniger verständlich – auch im Besitz der Lamsfeldischen Güter, der Zickoschen Güter und Syckadels. Dagegen gingen andere Allodialgüter an die Podewilsschen Erben, so z. B. Reicherskreuz und Leeskow. Auf Johann Heinrich von der Schulenburg, dessen Ehe kinderlos blieb, folgte 1791 sein Neffe Dietrich Ernst Otto Albrecht. Dieser hatte mit finanziellen Problemen zu kämpfen und verkaufte daher 1806 die Herrschaft Lieberose, die Lamsfeldischen Güter, die Zickoschen Güter und Syckadel an seinen jüngeren Bruder Friedrich Ferdinand Bernhard Achaz, der 1816 in den erblichen preußischen Grafenstand erhoben wurde.
1809 lebten zehn Ganzbauern (Vollbauern), drei Ganzkossäten, drei Halbkossäten und acht Häusler oder Büdner im Ort. 1818 hatte Siegadel 27 Feuerstellen (Wohngebäude) und 144 Einwohner. 1824 wurde die standesherrliche Gerichtsbarkeit zunächst aufgehoben und die Gerichtsbarkeit in der Herrschaft dem Gerichtsamt Lieberose überwiesen. 1834 beantragte der Graf aber die Rückübertragung der Zivilgerichtsbarkeit und erhielt diese auch 1836 zurück, trotz Widerstands seitens des Justizministeriums. 1827 wurden die Dienste, Prästationen und Servitute der Ortschaften Sykadel, Niewisch, Möllen, Schadow und Jamlitz abgelöst.
1840 lebten in 28 Wohnhäusern 198 Menschen. 1847 starb Friedrich Ferdinand von der Schulenburg. Erbe war sein Sohn Friedrich Albrecht (1801–1869). 1849 ging die Zivilgerichtsbarkeit dann doch an das Kreisgericht Lieberose über. Nach der Ablösung der grundherrlichen Rechte bestand die Oberhoheit der Standesherrschaft über Syckadel nur noch rein formal.

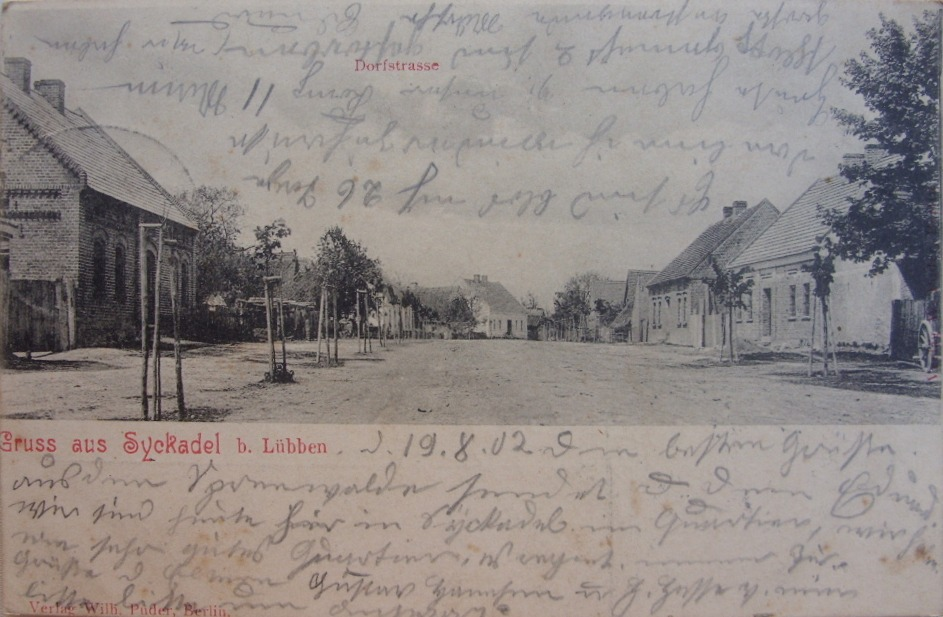
Die Dorfstraße von Siegadel (damals Syckadel) auf einer Postkarte (um 1900)

1854 gab es im Ort eine Landschule und eine „massive Wasser- und eine Bockwindmühle“. Weder die Wassermühle noch die Bockwindmühle sind aber im Urmesstischblatt 4050 (Straupitz) von 1846 verzeichnet. 1864 heißt es: Dorf mit einer Wasser- und einer Windmühle in der Nähe des Dorfes. Die Wassermühle lag am südlichen Ortseingang von Syckadel (heute Gebäudekomplex Siegadel 4). Die Windmühle konnte bisher nicht sicher lokalisiert werden. 1864 gab es 30 Wohngebäude im Dorf, in denen 226 Menschen lebten. 1864 wurde auch mit dem Bau der Chaussee von Lamsfeld über Goyatz, Siegadel und Groß Leine (heutige B 320) mit Anschluss an die Frankfurt/Leipziger-Aktienchaussee (heutige B 87) begonnen. 1869 wurde das Ressener Mühlenfließ unterhalb von Siegadel reguliert. Im selben Jahr starb auch Friedrich Albrecht von der Schulenburg. Im folgte sein Sohn Dietrich Friedrich Joachim Graf von der Schulenburg im Besitz von Syckadel nach.
Im Mai 1904 wurde die „Lübben-Cottbuser-Kreisbahn“ Spreewaldbahn von Straupitz nach Goyatz fertiggestellt. Sie führte östlich am Ort vorbei; Siegadel erhielt immerhin einen Haltepunkt. Auf der Bahnlinie wurden überwiegend Güter transportiert. 1911 starb Dietrich von der Schulenburg. Erbe wurde sein jüngerer Bruder Otto (1857–1945). Infolge des Gesetzes über die Aufhebung der Standesvorrechte des Adels und die Auflösung der Hausvermögen wurde der Fideikommiss Freie Standesherrschaft Lieberose 1929 aufgelöst und in eine Waldstiftung umgewandelt. Diese Form war vom Gesetz zugelassen um größeren Waldbesitz in einer Hand zu halten. 1937 wurde Syckadel im Zuge der nationalsozialistischen Germanisierung sorbischstämmiger Ortsnamen in „Siegadel“ umbenannt. Anders als die meisten Orte in der Lausitz erhielt es seinen ursprünglichen Namen nach dem Krieg nicht zurück. 1945 wurden die von der Schulenburgs vertrieben und 1946 enteignet.
| Bevölkerungsentwicklung von 1818 bis 1964 | Bevölkerungsentwicklung von 1818 bis 1964 | Bevölkerungsentwicklung von 1818 bis 1964 | Bevölkerungsentwicklung von 1818 bis 1964 | Bevölkerungsentwicklung von 1818 bis 1964 | Bevölkerungsentwicklung von 1818 bis 1964 | Bevölkerungsentwicklung von 1818 bis 1964 | Bevölkerungsentwicklung von 1818 bis 1964 | Bevölkerungsentwicklung von 1818 bis 1964 | Bevölkerungsentwicklung von 1818 bis 1964 | Bevölkerungsentwicklung von 1818 bis 1964 | Bevölkerungsentwicklung von 1818 bis 1964 | Bevölkerungsentwicklung von 1818 bis 1964 | Bevölkerungsentwicklung von 1818 bis 1964 | Bevölkerungsentwicklung von 1818 bis 1964 |
| ----------------------------------------- | ----------------------------------------- | ----------------------------------------- | ----------------------------------------- | ----------------------------------------- | ----------------------------------------- | ----------------------------------------- | ----------------------------------------- | ----------------------------------------- | ----------------------------------------- | ----------------------------------------- | ----------------------------------------- | ----------------------------------------- | ----------------------------------------- | ----------------------------------------- |
| Jahr                                      | 1818                                      | 1846                                      | 1875                                      | 1890                                      | 1910                                      | 1925                                      | 1939                                      | 1946                                      | 1950                                      | 1964                                      | 1971                                      | 1981                                      | 1991                                      | 1996                                      |
| Einwohner                                 | 144                                       | 215                                       | 199                                       | 182                                       | 169                                       | 165                                       | 133                                       | 203                                       | 191                                       | 123                                       | 111                                       | 103                                       | 99                                        | 94                                        |

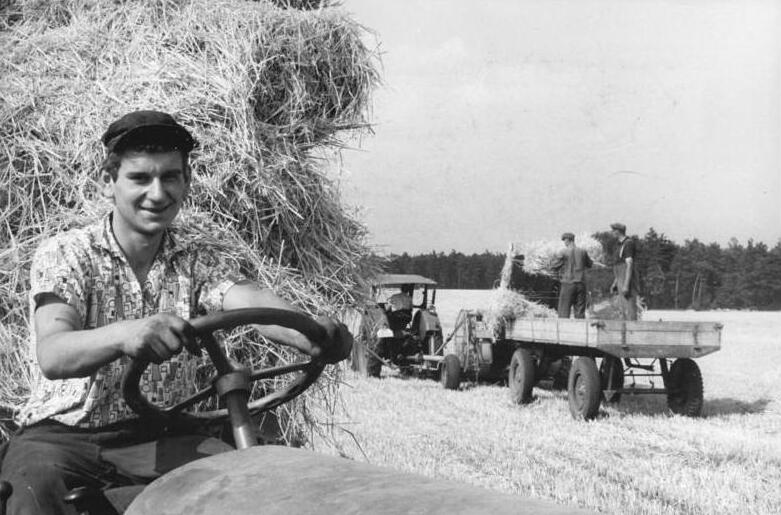
Erntehelfer auf der LPG Siegadel „Frieden“ (Deutsches Bundesarchiv)

Nach dem Zweiten Weltkrieg wurden in Siegadel vier Neubauernstellen geschaffen. 1959 wurde in Siegadel die Landwirtschaftliche Produktionsgenossenschaft Typ I „Frieden“ gegründet. 1970 wurde der Verkehr auf der Spreewaldbahn eingestellt, und später wurden auch die Gleise abgebaut.

### Politische Zugehörigkeit
Sickadel gehörte während der Zugehörigkeit zu Sachsen zum Krummspreeischen Kreis, der 1815 in Kreis Lübben umbenannt wurde. Der Ort verblieb bei den Kreisreformen von 1950 und 1952 im Kreis Lübben. Nach der Wende 1990 wurde der Kreis Lübben in Landkreis Lübben umbenannt. Im Rahmen der Verwaltungsreformen im Land Brandenburg 1992 schloss sich Siegadel zusammen mit 13 anderen kleinen Gemeinden und der Stadt Lieberose zum Amt Lieberose zusammen. 1997 schloss sich Siegadel mit Goyatz-Guhlen zur neuen Gemeinde Goyatz zusammen. Zum 26. Oktober 2003 wurde Goyatz mit Siegadel per Gesetz in die Gemeinde Schwielochsee eingegliedert. Seither ist Goyatz ein Ortsteil der Gemeinde Schwielochsee, Siegadel ein bewohnter Gemeindeteil im Ortsteil Goyatz. Die Verwaltungsgeschäfte der Gemeinde Schwielochsee besorgt seit 2003 das Amt Lieberose/Oberspreewald. Dieses Amt war 2003 aus dem Zusammenschluss der Ämter Lieberose und Oberspreewald hervorgegangen.

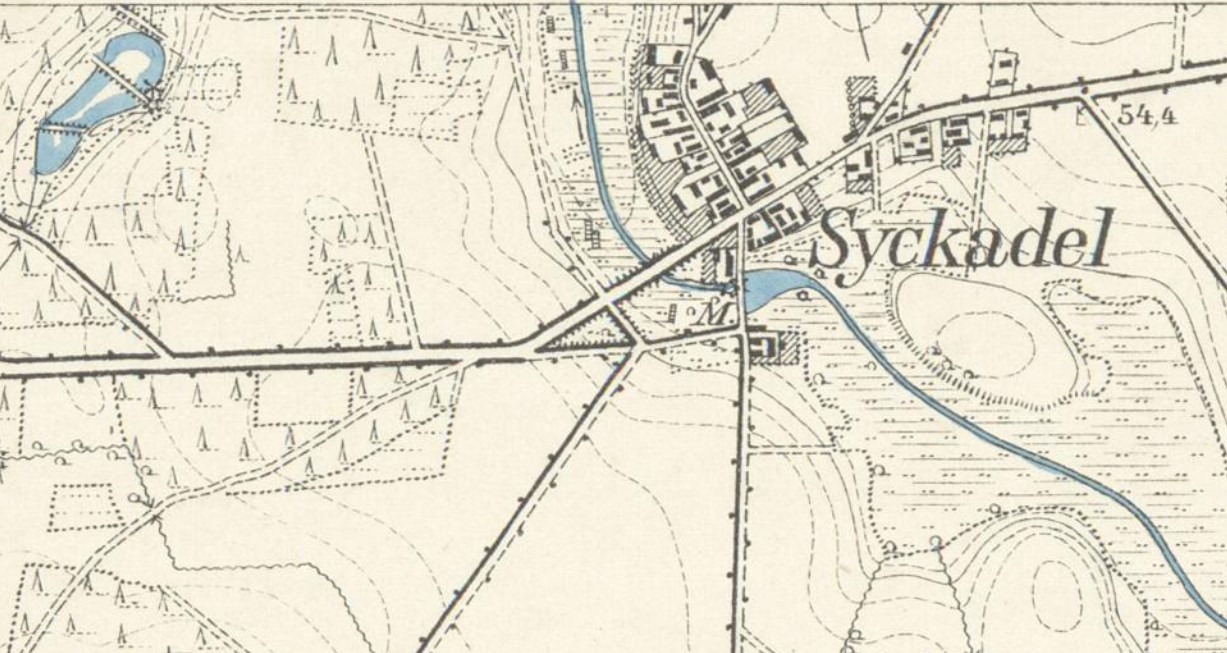
Siegadel auf dem Messtischblatt 1:25.000 Bl.4050 Straupitz von 1903

## Die Mühlen
Wenig bekannt ist über die Mühlen von Siegadel. Eine erste Wassermühle wird bereits 1519 beim Verkauf der Herrschaft Lieberose und des Dorfes Siegadel an die von der Schulenburg erwähnt. Sie war dann auch nach dem Dreißigjährigen Krieg weiter in Betrieb. 1694 wird sogar von den Mühlen in Siegadel gesprochen. Die Wassermühle von Siegadel lag am Südende des Dorfes am Ressener Mühlenfließ. Die Senke des ehemaligen Mühlenteichs ist noch zu erkennen, über den Damm führt eine kleine Straße. Die Mühlengebäude existieren nicht mehr.

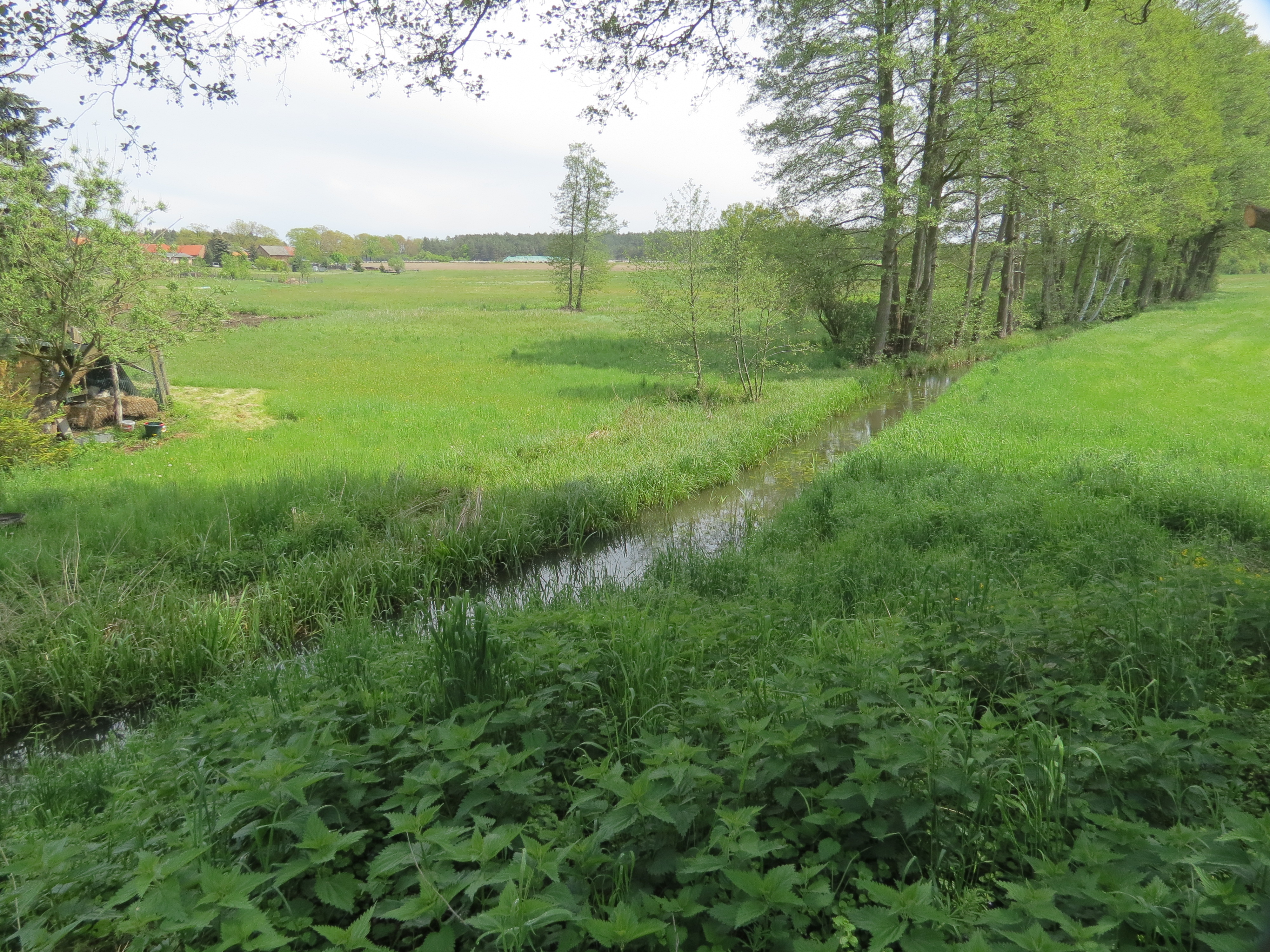
Ressener Mühlenfließ oberhalb Siegadeler Wassermühle

Die Siegadeler Wassermühle ist in der „Topographisch-militärischen Karte von Sachsen“ von 1812 zwar eingezeichnet, aber hier liegt der Ort Siegadel nicht am Ressener Mühlenfließ, sondern deutlich entfernt und östlich vom Fließ. Merkwürdigerweise sind in den Urmesstischblättern 3950 Groß Leuthen und 4050 Straupitz von 1846 keine Mühlen eingezeichnet. Auch in der Topographisch-statistischen Uebersicht des Regierungsbezirks Frankfurth a. d. O. von 1820 und in der Topographisch-statistischen Uebersicht des Regierungs-Bezirks Frankfurt a. d. O. von 1844 sind keine Mühlen aufgeführt. 1864 ist dann schließlich Siegadel als Dorf mit einer Wasser- und einer Windmühle in der Nähe des Dorfes beschrieben. In der Topographischen Karte 1:25.000 Blatt 4050 Straupitz von 1903 sind nun beide Mühlen verzeichnet.
1821 wurde über das Vermögen des verstorbenen (Wasser-)Müllers Christian Schötz das Konkursverfahren eröffnet. 1847/54 wurden die auf der Wassermühle lastenden Reallasten abgelöst. Im Gegenzug wurde auch die herrschaftliche Verpflichtung zur Bereitstellung von Bauholz für den Brückenbau (über das Ressener Mühlenfließ) abgelöst. Nach Riehl und Scheu gehörte die Wassermühle 1861 einem Besitzer namens Schubert.
1846/47 errichtete Mühlenmeister Daniel Horke eine Bockwindmühle in Siegadel. Die Windmühle stand westlich des Dorfes. In der Ausgabe der Topographischen Karte 1:25.000 Bl. Straupitz von 1945 sind beide Mühlen nicht mehr vorhanden.

## Tourismus und Gewerbe
Im Ort gibt es neben landwirtschaftlichen Betrieben einen großen Forstbetrieb und zwei Dachdeckerbetriebe. Der Ort ist zunehmend auch touristisch geprägt; Touristen können in einer größeren Pension mit Ferienwohnungen unterkommen.

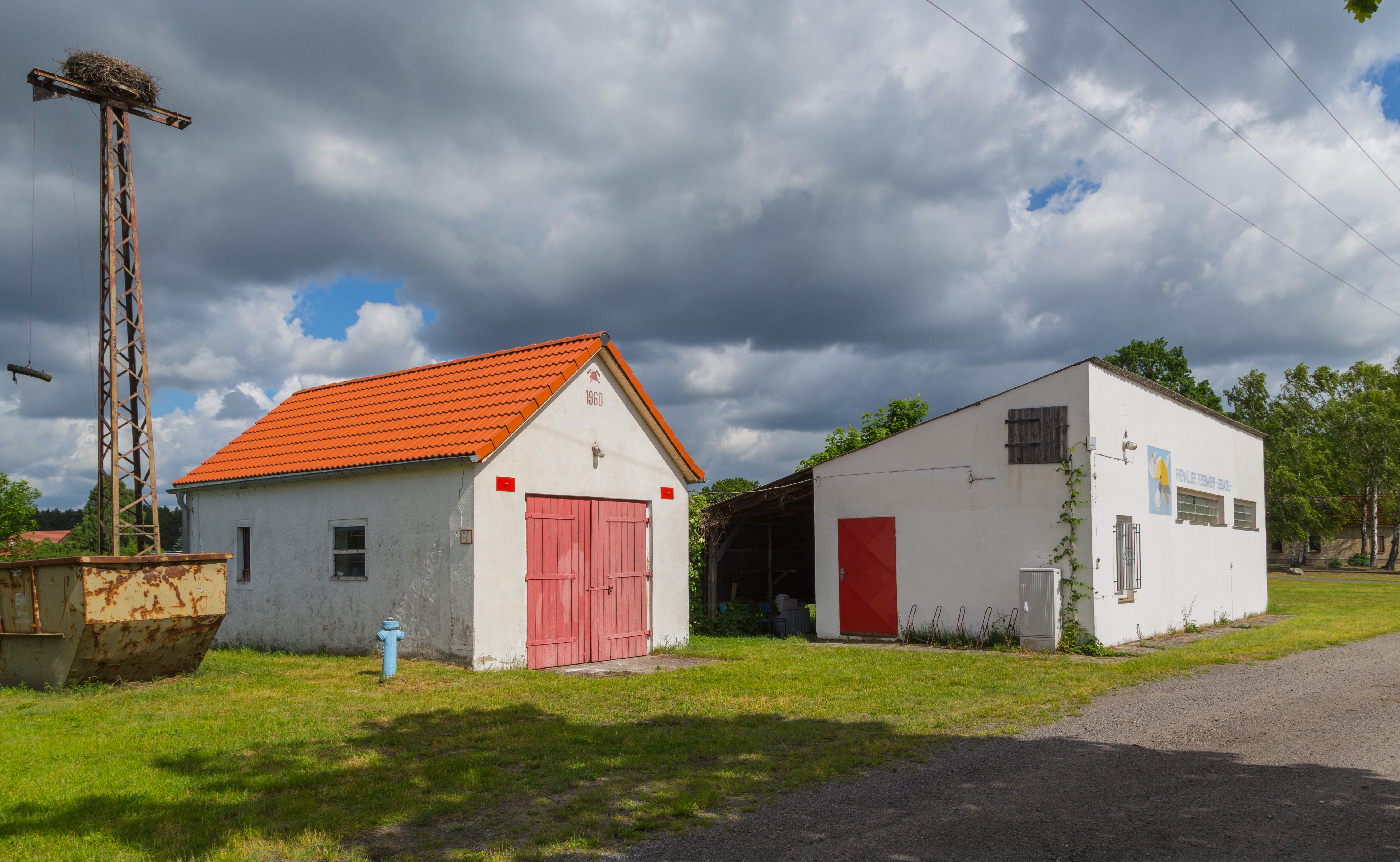
Siegadel Freiwillige Feuerwehr

## Vereine und Feste
Die Freiwillige Feuerwehr Siegadel wurde 1934 gegründet und feierte 2004 ihr 70-jähriges Wehrjubiläum. Parallel dazu gibt es den Förderverein der Freiwilligen Feuerwehr Siegadel e. V., der sich um die Traditionspflege und die Jugendarbeit kümmert. Außerdem gibt es die Jagdgenossenschaft Siegadel. Das Dorffest findet jährlich statt.

## Denkmale und Sehenswürdigkeiten
Die Denkmalliste des Landes Brandenburg für den Landkreis Dahme-Spreewald (Stand: 31. Dezember 2013) verzeichnet keine Bau- und/oder Bodendenkmale für Siegadel.